# Moranopteris cookii
Moranopteris cookii är en stensöteväxtart som först beskrevs av Lucien Marcus Underwood och Maxon, och fick sitt nu gällande namn av R.Y.Hirai och J.Prado. Moranopteris cookii ingår i släktet Moranopteris och familjen Polypodiaceae. Inga underarter finns listade.